# Alkonyat: Hajnalhasadás – 1. rész
Az Alkonyat: Hajnalhasadás – 1. rész (eredeti cím: The Twilight Saga: Breaking Dawn – Part 1) a Stephenie Meyer azonos című regényei alapján készült Alkonyat-filmsorozat negyedik filmje. A Hajnalhasadás első részét 2011. november 17-én mutatták be, a második részt pedig 2012. november 16-án. A filmeket a Summit Entertainment forgalmazza, a rendező Bill Condon, a forgatókönyvíró Melissa Rosenberg.

## Alkotói folyamat

### Előkészítés
2010 júniusában a Summit bejelentette, hogy az Alkonyat-sorozat Hajnalhasadás című kötetéből két filmet fognak készíteni, melyeket hat hónap különbséggel fognak vetíteni. Stephenie Meyer írónő azon a véleményen volt, hogy a könyvből mindenképpen két filmet kell készíteni, mert a történet annyira részletesen kidolgozott, hogy nem hagyhatnak ki belőle szignifikáns részeket. Az írónő úgy gondolta, szinte lehetetlen vászonra vinni az alkotást, mivel Edward és Bella félig ember, félig vámpír kislánya, Renesmee szerepére lehetetlen gyerekszínészt találni, mert a kislány a történet szerint korához képest értelmileg jóval fejlettebb, a számítógépes animáció pedig nem lehet elég élethű. Kérdéses volt az is, miképp lehet vászonra vinni a könyv szülés-jelenetét, valamint Edward és Bella nászéjszakáját, úgy, hogy a film továbbra is megfelelő legyen a népes kiskorú rajongótábor számára is.
Felmerültek problémák a színészek szerződtetése körül is, mivel Kristen Stewart, Robert Pattinson és Taylor Lautner szerződése négy filmre szólt, nem ötre. Wyck Godfrey producer azonban kijelentette, hogy a főszereplőket leszerződtették az ötödik filmre is és hogy a két filmet együtt forgatják majd, előreláthatóan 2010 őszén.
2010. április 28-án jelentette be a Summit, hogy a Dreamgirls rendezője, Bill Condon viszi majd vászonra a Hajnalhasadást; Wyck Godfrey, Karen Rosenfelt és Stephenie Meyer lesznek a producerek. Júniusban hivatalosan is megerősítették, hogy a két film forgatása 2010 novemberében kezdődik meg. Az első rész 2011. november 18-án, a második 2012. november 16-án került a mozikba.

## Szereplők
- Bella Swan (majd: Bella Cullen): Kristen Stewart – Csuha Borbála
- Edward Cullen: Robert Pattinson – Szvetlov Balázs
- Jacob Black: Taylor Lautner – Gacsal Ádám
- Billy Black: Gil Birmingham – Borbiczki Ferenc
- Charlie Swan: Billy Burke – Kálid Artúr
- Renée Dwyer: Sarah Clarke – Takács Andrea
- Alice Cullen: Ashley Greene – Bogdányi Titanilla
- Jasper Hale: Jackson Rathbone – Simonyi Balázs
- Dr. Carlisle Cullen: Peter Facinelli – Anger Zsolt
- Esme Cullen: Elizabeth Reaser – Peller Anna
- Emmett Cullen: Kellan Lutz – Nagypál Gábor
- Rosalie Hale: Nikki Reed – Bánfalvi Eszter
- Jessica Stanley: Anna Kendrick – Csifó Dorina
- Angela Weber: Christian Serratos – Györfi Anna
- Eric Yorkie: Justin Chon – Hamvas Dániel
- Mike Newton: Michael Welch – Molnár Levente
- Sam Uley: Chaske Spencer – Welker Gábor
- Seth Clearwater: Booboo Stewart – Timon Barna
- Sue Clearwater: Alex Rice -
- Embry Call: Kiowa Gordon – Berkes Bence
- Quil Ateara: Tyson Houseman – Tompa Ádám
- Paul Clearwater: Alex Meraz – Géczi Zoltán
- Leah Clearwater: Julia Jones – Homonnai Kata
- Emily: Tinsel Korey – Földes Eszter
- Aro Volturi: Michael Sheen – Alföldi Róbert
- Caius Volturi: James Campbell Bower -
- Marcus Volturi: Christopher Heyerdahl -
- Renesmee Cullen: Mackenzie Foy – Jelinek Éva

## Díjak és jelölések
- 2013 – Arany Málna díj – a legrosszabb film
- 2013 – Arany Málna díj – a legrosszabb remake, koppintás vagy folytatás
- 2013 – Arany Málna díj – a legrosszabb színésznő – Kristen Stewart
- 2013 – Arany Málna díj – a legrosszabb férfi mellékszereplő – Taylor Lautner
- 2013 – Arany Málna díj – a legrosszabb filmes páros – Mackenzie Foy és Taylor Lautner
- 2013 – Arany Málna díj – a legrosszabb rendező – Bill Condon
- 2013 – Arany Málna díj – a legrosszabb színészgárda – teljes színészgárda
- 2013 – Peoples Choice Awards díj – a legnagyobb filmrajongói tábor – Twihards
- 2013 – Kids Choice Awards jelölés – kedvenc filmszínésznő – Kristen Stewart
- 2013 – MTV Movie & TV Awards jelölés – kedvenc jelenet félmeztelenül, Alkonyat: Hajnalhasadás 2. rész – Taylor Lautner

## Fordítás
- Ez a szócikk részben vagy egészben  a   The Twilight Saga: Breaking Dawn című angol Wikipédia-szócikk fordításán alapul.  Az eredeti cikk szerkesztőit annak laptörténete sorolja fel. Ez a jelzés csupán a megfogalmazás eredetét és a szerzői jogokat jelzi, nem szolgál a cikkben szereplő információk forrásmegjelöléseként.